# Colobostomus indicus
Colobostomus indicus es una especie de coleóptero de la familia Oedemeridae.

## Distribución geográfica
Habita en India.